# فهرست مرگ‌ها بر پایه سال
|  |

فهرست مرگ‌ها بر پایه سال (انگلیسی: Lists of deaths by year) فهرستی از مرگ‌های قابل توجه است که بر پایه سال فهرست‌بندی شده‌است.. مرگ‌های جدید به ماه مربوط اضافه می‌شود (به عنوان مثال، مرگ‌ها در ژانویه ۲۰۲۰) و سپس در این فهرست اضافه می‌گردند.

## ۲۰۲۰
- ژانویه
- فوریه
- مارس
- آوریل
- مه
- ژوئن

## ۲۰۱۹
- ژانویه
- فوریه
- مارس
- آوریل
- مه
- ژوئن
- ژوئیه
- اوت
- سپتامبر
- اکتبر
- نوامبر
- دسامبر